# Ronde van Frankrijk 2025/Eindstanden
Deze pagina geeft de eindstanden van de klassementen van de Ronde van Frankrijk 2025 weer. 

## Eindklassementen

### Algemeen klassement
| Plaats    | Naam               | Ploeg                      | Tijd       |
| --------- | ------------------ | -------------------------- | ---------- |
| Gele trui | Tadej Pogačar      | UAE Team Emirates-XRG      | 76u00'32"  |
| 2         | Jonas Vingegaard   | Visma \| Lease a Bike      | + 4'24"    |
| 3         | Florian Lipowitz   | Red Bull-BORA-hansgrohe    | + 11'00"   |
| 4         | Oscar Onley        | Picnic PostNL              | + 12'12"   |
| 5         | Felix Gall         | Decathlon AG2R La Mondiale | + 17'12"   |
| 6         | Tobias Johannessen | Uno-X Mobility             | + 20'14"   |
| 7         | Kévin Vauquelin    | Arkéa-B&B Hotels           | + 22'35"   |
| 8         | Primož Roglič      | Red Bull-BORA-hansgrohe    | + 25'30"   |
| 9         | Ben Healy          | EF Education-EasyPost      | + 28'02"   |
| 10        | Jordan Jegat       | TotalEnergies              | + 32'42"   |
|           |                    |                            |            |
| 12        | Thymen Arensman    | INEOS Grenadiers           | + 52'41"   |
| 22        | Xandro Meurisse    | Alpecin-Deceuninck         | + 1u43'46" |

### Puntenklassement
| Plaats      | Naam             | Ploeg                 | Punten |
| ----------- | ---------------- | --------------------- | ------ |
| Groene trui | Jonathan Milan   | Lidl-Trek             | 372    |
| 2           | Tadej Pogačar    | UAE Team Emirates-XRG | 294    |
| 3           | Biniam Girmay    | Intermarché-Wanty     | 232    |
| 4           | Jonas Vingegaard | Visma \| Lease a Bike | 182    |
| 5           | Anthony Turgis   | TotalEnergies         | 182    |
| 6           | Jonas Abrahamsen | Uno-X Mobility        | 173    |
| 7           | Tim Merlier      | Soudal Quick-Step     | 156    |
| 8           | Wout van Aert    | Visma \| Lease a Bike | 138    |
| 9           | Kaden Groves     | Alpecin-Deceuninck    | 125    |
| 10          | Quinn Simmons    | Lidl-Trek             | 123    |
|             |                  |                       |        |
| 18          | Thymen Arensman  | INEOS Grenadiers      | 82     |

### Bergklassement
| Plaats        | Naam                   | Ploeg                      | Punten |
| ------------- | ---------------------- | -------------------------- | ------ |
| Bolletjestrui | Tadej Pogačar          | UAE Team Emirates-XRG      | 119    |
| 2             | Jonas Vingegaard       | Visma \| Lease a Bike      | 104    |
| 3             | Lenny Martinez         | Bahrain Victorious         | 97     |
| 4             | Thymen Arensman        | INEOS Grenadiers           | 85     |
| 5             | Ben O'Connor           | Jayco AlUla                | 51     |
| 6             | Valentin Paret-Peintre | Soudal Quick-Step          | 51     |
| 7             | Felix Gall             | Decathlon AG2R La Mondiale | 46     |
| 8             | Primož Roglič          | Red Bull-BORA-hansgrohe    | 43     |
| 9             | Oscar Onley            | Picnic PostNL              | 42     |
| 10            | Michael Woods          | Israel-Premier Tech        | 38     |
|               |                        |                            |        |
| 18            | Tim Wellens            | UAE Team Emirates-XRG      | 13     |

### Jongerenklassement
| Plaats     | Naam                   | Ploeg                   | Tijd       |
| ---------- | ---------------------- | ----------------------- | ---------- |
| Witte trui | Florian Lipowitz       | Red Bull-BORA-hansgrohe | 76u11'32"  |
| 2          | Oscar Onley            | Picnic PostNL           | + 1'12"    |
| 3          | Kévin Vauquelin        | Arkéa-B&B Hotels        | + 11'35"   |
| 4          | Ben Healy              | EF Education-EasyPost   | + 17'02"   |
| 5          | Raúl García Pierna     | Arkéa-B&B Hotels        | + 2u04'58" |
| 6          | Ilan Van Wilder        | Soudal Quick-Step       | + 2u12'14" |
| 7          | Romain Grégoire        | Groupama-FDJ            | + 2u14'58" |
| 8          | Frank van den Broek    | Picnic PostNL           | + 2u34'44" |
| 9          | Valentin Paret-Peintre | Soudal Quick-Step       | + 2u36'05" |
| 10         | Alex Baudin            | EF Education-EasyPost   | + 2u45'15" |

### Ploegenklassement
| Plaats | Ploeg                           | Tijd       |
| ------ | ------------------------------- | ---------- |
|        | Team Visma \| Lease a Bike      | 232u01'32" |
| 2      | UAE Team Emirates-XRG           | + 24'26"   |
| 3      | Red Bull-BORA-hansgrohe         | + 1u24'47" |
| 4      | Arkéa-B&B Hotels                | + 2u10'52" |
| 5      | Decathlon AG2R La Mondiale Team | + 2u14'15" |

1e etappe ·
2e etappe ·
3e etappe ·
4e etappe ·
5e etappe ·
6e etappe ·
7e etappe ·
8e etappe ·
9e etappe ·
10e etappe ·
11e etappe ·

12e etappe ·
13e etappe ·
14e etappe ·
15e etappe ·
16e etappe ·
17e etappe ·
18e etappe ·
19e etappe ·
20e etappe ·
21e etappe
Startlijst · Eindstanden · Afbeeldingen